# Dodge Aries
O Aries é um sedan de porte médio da Dodge.